# Cemitério de aviões
Um cemitério de aviões é um local utilizado para a armazenagem temporária de aeronaves velhas, danificadas, fora de funcionamento ou dotada de problemas estruturais.

## Características
São áreas amplas, quase sempre longe de cidades, com pistas homologadas e em condições operacionais, geralmente em desertos e com estrutura de manutenção.
Existem vários cemitérios de aviões nos Estados Unidos. Fora deste país, os mais conhecidos são o Aeroporto Internacional de Manas, no Quirguistão, e o Aeroporto de Teruel, em Espanha.

## Clientes
Seus clientes são os proprietários de aviões, principalmente companhias detentoras de linhas aéreas, oficinas de manutenção e comerciantes de sucatas.

## Destino das aeronaves
São dois os destinos dados às aeronaves que chegam a um cemitério de aviões: a reciclagem ou depósito temporário, que pode incluir a manutenção preventiva dos aparelhos.
A reciclagem consiste no reaproveitamento de peças ou sucata, quando o metal é vendido, geralmente para fundições.
Nos períodos de baixa demanda é comum a guarda das aeronaves sem uso. Como o espaço dos aeroportos é reduzido e o aluguel de hangares elevado, os proprietários dos aviões recorrem aos cemitérios, que oferecem além da vantagem econômica, serviços preventivos e periódicos de manutenção.

## Localização
Os cemitérios de aviões estão instalados em amplas áreas, contando com uma pista de tamanho compatível, geralmente em desertos, pois a baixa umidade favorece a conservação dos aparelhos.
São cobradas taxas conforme os serviços dispensados aos aparelhos. Em casos de aeronaves operacionais são feitas limpezas e lubrificações constantes, incluindo acionamentos periódicos dos motores, para o rápido retorno ao serviço tão logo seja necessário.

## O cemitério de aviões da Força Aérea dos EUA

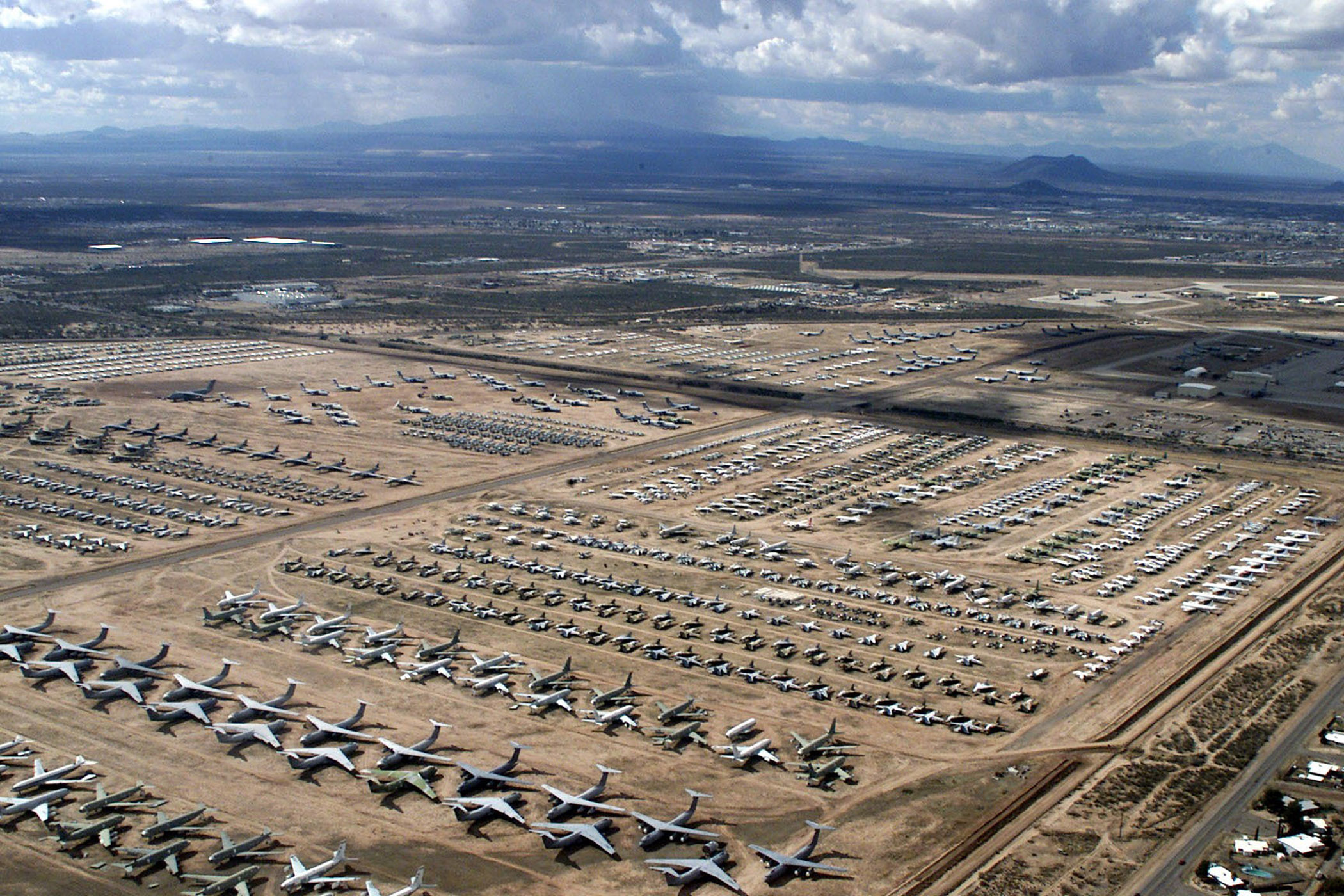
O cemitério de aviões da Base Aérea de Davis-Monthan, localizada em Tucson, nos Estados Unidos.

O mais famoso cemitério de aviões do mundo está localizado na Base Aérea de Davis-Monthan, em Tucson, no estado norte-americano do Arizona. O número de aparelhos estacionados ao lado de sua pista de aterrissagem é tão grande, que o local virou um ponto de interesse turístico, atraindo anualmente milhares de entusiastas da aviação.
A escolha da Base Aérea de Davis-Monthan se deu pela baixa umidade do Deserto de Sonora, que chega perto de zero e ajuda a conservar os aviões estacionados, como também reduz o custo de manutenção.
O cemitério da Base Aérea de Davis-Monthan pertence ao governo dos Estados Unidos, tem área de dez milhões de metros quadrados e atualmente abriga mais de quatro mil aeronaves civis e militares.